# Haimbachia proalbivenalis
Haimbachia proalbivenalis é uma espécie de mariposa pertencente à família Crambidae. Foi descrita pela primeira vez por Bleszynski em 1961. Pode-se encontrar na Nigéria, Gâmbia e na Índia.